# Robert Göstl (Chemiker)
Robert Göstl (* 17. Oktober 1986 in Berlin) ist ein deutscher Chemiker und Professor für Nachhaltige Makromolekulare Chemie an der Bergischen Universität Wuppertal und Assoziierter Wissenschaftler am DWI – Leibniz-Institut für Interaktive Materialien an der RWTH Aachen.

## Leben
Robert Göstl wurde 1986 in Ost-Berlin geboren. Er studierte Chemie von 2006 bis 2011 an der Humboldt-Universität zu Berlin, wo er in der Arbeitsgruppe von Stefan Hecht seine Diplomarbeit Synthesis and Characterization of Novel Diarylethenes with Improved Switching Behavior anfertigte. Im Anschluss promovierte er ebenfalls in der Arbeitsgruppe von Stefan Hecht an der Humboldt-Universität zu Berlin von 2011 bis 2014 mit einer Dissertation über „Photocontrolling the Diels-Alder reaction“. Von 2015 bis 2016 war er an der Technischen Universität Eindhoven in der Arbeitsgruppe von Rint P. Sijbesma als Postdoktorand tätig.
Mit Hilfe eines Freigeist-Fellowships der Volkswagenstiftung baute Göstl ab 2017 seine unabhängige Arbeitsgruppe als Nachwuchsgruppenleiter am DWI – Leibniz-Institut für Interaktive Materialien in Aachen auf.
Seit 2024 ist er Professor für Nachhaltige Makromolekulare Chemie an der Bergischen Universität Wuppertal und Assoziierter Wissenschaftler, am DWI – Leibniz-Institut für Interaktive Materialien an der RWTH Aachen.

## Werk
Göstl ist synthetischer Chemiker, dessen Forschungsinteressen in responsiven makromolekularen Materialien, insbesondere der Mechanochemie und der Photochemie, liegen.
Gemeinsam mit Stefan Hecht, hat er molekulare und makromolekulare Rekationssysteme entwickelt, bei denen Gleichgewichtsprozesse durch Licht gesteuert werden konnten.
Göstl hat auf dem Gebiet der Mechanochemie, insbesondere der optischen Anzeige von kraftinduzierten Bindungsbrüchen, viele Beiträge geleistet. Einerseits entwickelt er molekulare optische Kraftsonden mit verbesserten Eigenschaften. Andererseits nutzt er diese Kraftsonden, um die mechanischen Eigenschaften von makromolekularen Materialien quantitativ zu beschreiben, in fließenden Prozessen zu analysieren, und in mehrphasigen Systemen zu verstehen.
Er hat gemeinsam mit Andreas Herrmann die Methoden der Polymer Mechanochemie eingesetzt, um Wirkstoffe und Proteine zu aktivieren.

## Veröffentlichungen
Göstl hat (Stand August 2024) über 95 Artikel in wissenschaftlichen Zeitschriften veröffentlicht und bei vier Büchern Kapitel beigetragen. Er hat (Stand Juli 2022) bei 11 wissenschaftlichen Journalen als Reviewer gearbeitet.

## Wissenschaftliche Auszeichnungen
- 2022: Heisenberg-Programm der Deutschen Forschungsgemeinschaft[23]
- 2022: Dr. Herrmann Schnell-Stipendium der Dr. Hermann Schnell-Stiftung der Gesellschaft Deutscher Chemiker[24]
- 2022: Chemical Society Reviews Emerging Investigator 2022 der Royal Society of Chemistry[25]
- 2022: Reimund-Stadler-Preis der Fachgruppe Makromolekulare Chemie der Gesellschaft Deutscher Chemiker[23]
- 2022: ACS Polymers Au Rising Star in Polymers 2021 der American Chemical Society[26]
- 2021: ADUC-Preis der Arbeitsgemeinschaft Deutscher Universitätsprofessoren und -professorinnen für Chemie der Gesellschaft Deutscher Chemiker[27]
- 2020: Polymer Chemistry Emerging Investigator 2020 der Royal Society of Chemistry[28]
- 2017: Freigeist-Fellowship der Volkswagenstiftung